# Apanteles barrosi
Apanteles barrosi är en stekelart som beskrevs av Porter 1926. Apanteles barrosi ingår i släktet Apanteles och familjen bracksteklar. Inga underarter finns listade i Catalogue of Life.